# Muriel Spark
Muriel Spark (anglès: Muriel Sarah Spark)  (Edimburg, 1 de febrer de 1918 - Florència, 13 d'abril de 2006) va ser una novel·lista escocesa.
Entre 1937 i 1944 va viure a Rhodèsia (actual Zimbàbue) amb el seu marit i, un cop divorciada, va tornar a Anglaterra i va treballar per l'MI6 durant la Segona Guerra Mundial. Posteriorment va exercir la crítica literària i el periodisme i publicà assajos sobre Mary Shelley o les germanes Brontë, entre d'altres. El 1952 va publicar el seu primer recull de poemes  The Fanfarlo and Other Verse, i el 1957 la seva primera novel·la, The Comforters, amb un gran èxit de crítica. El 1960 va anar a viure als Estats Units d'Amèrica i el 1967 s'establí definitivament a Itàlia, on va morir.
Publicà una vintena de novel·les, entre les quals The Prime of Miss Jean Brodie, adaptada al cinema i al teatre. Altres obres són Not to Disturb (1971), The Abbess of Crewe (1974), Territorial Rights (1979), Loitering with intent (1981); publicada en castellà com La entrometida, Blackie Books, Barcelona, 2020), Reality and Dreams (1996), i The Finishing School (2004).
El 1993 va ser nomenada Dama Comandant de l'Orde de l'Imperi Britànic.